# Valeria Sarmiento
Pour les articles homonymes, voir Sarmiento.
Sarmiento  Martínez est un nom espagnol. Le premier nom de famille, en général paternel, est Sarmiento ; le second, en général maternel, souvent omis, est Martínez.
Rosa Valeria Sarmiento Martínez est une réalisatrice et monteuse chilienne, née le 29 octobre 1948 à Valparaíso (Chili).

## Biographie
Née en 1948 à Valparaíso, elle suit des formations sur la philosophie et sur le cinéma au Chili. Elle devient l'épouse et la collaboratrice du réalisateur Raoul Ruiz en 1969 (jusqu'en 2011), et réalise un premier court-métrage en 1972. En 1973, elle s'installe en France à la suite du coup d'État de Pinochet au Chili,.
Elle obtient, en 1984, le Grand prix du meilleur nouveau réalisateur du Festival de Saint-Sébastien pour son premier long métrage de fiction Notre mariage. En 1991, son film Amelia Lópes O'Neill, interprété par Franco Nero, Laura del Sol et Valérie Mairesse, est sélectionné en compétition officielle au Festival de Berlin.

## Filmographie

### Réalisatrice
- 1972 : Un sueño como de colores
- 1972 : Poesía popular: La teoría y la práctica
- 1972 : Los minuteros
- 1979 : Le Mal du pays
- 1979 : Gens de nulle part, gens de toutes parts
- 1982 : El hombre quando es hombre
- 1984 : Notre mariage
- 1990 : Amelia Lópes O'Neill
- 1992 : Latin Women Beat in California (téléfilm)
- 1992 : La Planète des enfants (téléfilm)
- 1995 : Elle
- 1998 : Carlos Fuentes: Un voyage dans le temps
- 1998 : L'Inconnu de Strasbourg
- 1999 : Mon premier french cancan (téléfilm)
- 2002 : Rosa la chine
- 2004 : Au Louvre avec Miquel Barceló (téléfilm)
- 2008 : Secretos (es)
- 2010 : Diario de mi residencia en Chile: María Graham (série télé)
- 2012 : Débâcle
- 2012 : Les Lignes de Wellington, film préparé par Raoul Ruiz, réalisé par Valeria Sarmiento
- 2014 : Maria Graham: Diary of a Residence in Chile
- 2017 : La telenovela errante (es), film préparé par Raoul Ruiz, réalisé par Valeria Sarmiento
- 2017 : Casa di Angeli (mini-série télé ; trois épisodes)
- 2018 : Le Cahier noir
- 2020 : El tango del viudo y su espejo deformante (en), film préparé par Raoul Ruiz, réalisé par Valeria Sarmiento

### Monteuse
- 1972 : Poesía popular: La teoría y la práctica
- 1972 : Los minuteros
- 1974 : La expropiación
- 1975 : Dialogue d'exilés (Diálogos de exiliados)
- 1976 : Utopia (téléfilm)
- 1977 : Colloque de chiens de Raoul Ruiz
- 1978 : Genèse d'un repas de Luc Moullet
- 1978 : La Vocation suspendue de Raoul Ruiz
- 1979 : Petit manuel d'histoire de France (téléfilm)
- 1979 : Le Mal du pays
- 1979 : Gens de nulle part, gens de toutes parts
- 1979 : De grands événements et de gens ordinaires (téléfilm)
- 1980 : Le Borgne
- 1980 : Guns
- 1981 : The Territory
- 1982 : Het dak van de Walvis
- 1983 : Les Minutes d'un faiseur de film
- 1983 : Les Trois couronnes du matelot de Raoul Ruiz
- 1983 : La Ville des pirates
- 1984 : Voyages d'une main
- 1985 : L'Île au trésor de Raoul Ruiz
- 1987 : La Chouette aveugle
- 1987 : Brise-glace
- 1994 : Viaggio clandestino - Vite di santi e di peccatori
- 1995 : Wind Water
- 1997 : Généalogies d'un crime de Raoul Ruiz
- 1997 : Le Film à venir
- 2000 : Combat d'amour en songe de Raoul Ruiz
- 2001 : Les Âmes fortes de Raoul Ruiz
- 2003 : Ce jour-là de Raoul Ruiz
- 2003 : Une place parmi les vivants de Raoul Ruiz
- 2004 : Edipo
- 2004 : Au Louvre avec Miquel Barceló (documentaire télé)
- 2005 : Le Domaine perdu
- 2006 : Klimt de Raoul Ruiz
- 2007 : La recta provincia (feuilleton télé)
- 2008 : Litoral (feuilleton télé)
- 2010 : A Closed Book
- 2010 : Mystères de Lisbonne (Mistérios de Lisboa) de Raoul Ruiz
- 2012 : La Nuit d'en face (La noche de enfrente) de Raoul Ruiz
- 2012 : Les Lignes de Wellington de Raoul Ruiz.